# 岩崎仁
岩崎 仁（いわさき まさし、1976年 - ）は、日本のボクシング指導者。早稲田大学ボクシング部監督。神奈川県出身。

## 略歴
1976年、神奈川県茅ヶ崎市生まれ（埼玉県所沢市育ち）。錦城高等学校入学とともに、東京都清瀬市にある元世界王者沼田義明が運営する沼田ボクシングジムでボクシングを始める。
早稲田大学教育学部を卒業。ボクシング部で活躍。
2000年に全日本ランキング入り。首都高速道路公団や産経新聞社に勤務。
2016年に早稲田大学ボクシング部のコーチとして指導に携わり、2019年には同部の監督に就任。日本スポーツ協会公認コーチ。
ボクシング指導者としてのキャリアに加え、2020年から日本ボクシング連盟広報戦略委員長も務める。

## 指導実績
- 岩田翔吉
- 高橋美波 - 全日本選手権女子ライトウェルター級：優勝（2022年）[1][6]

## 影響と評価
2016年に開設された関東大学ボクシングリーグ戦のオフィシャルウェブサイトで、リーグ戦の記録や選手たちを取材し広報活動を行う。
早稲田大学ボクシング部の公式ホームページによれば、部員に「文武両道」を求め、大学が求める価値観を伝えている。

## メディア露出
メディアでさまざまなトピックについて解説を行っており、ボクシング界における専門的な知識を提供している。例えば、井上尚弥選手や那須川天心選手についての分析を行い、村田諒太選手の功績を振り返っている。

## その他
首都高速道路のETC推進グループに所属し、ETC普及促進のためのキャンペーンに関与。
産経新聞社にて「日本医師会赤ひげ大賞」の運営に携わる。
中小企業庁の「ふるさと名物応援事業」において、ふるさとプロデューサーとして活動。